# Florin Șoavă
Florin Costin Șoavă (ur. 24 lipca 1978 w Gârla-Mare) piłkarz rumuński grający na pozycji defensywnego pomocnika.

## Kariera klubowa
Șoavă rozpoczął piłkarską karierę w klubie Electroputere Craiova. W latach 1996–1998 grał w pierwszym składzie tego klubu w rozgrywkach drugiej ligi rumuńskiej. W 1998 roku klub zmienił nazwę na Extensiv Craiova i z nim na koniec sezonu 1998/1999 awansował do pierwszej ligi. W niej zadebiutował 23 lipca 1999 w wygranym 2:1 meczu z Argeș Pitești. W Extensiv występował jeszcze przez pół sezonu, a zimą 2000 zasilił szeregi lokalnego rywala, Universitatei Craiova. W zespole tym grał w podstawowej jedenastce, jednak nie osiągnął większych sukcesów, W 2001 roku Florin trafił do stołecznego Rapidu. W 2002 roku jako zawodnik pierwszego składu zajął z nim 3. miejsce w rumuńskiej ekstraklasie, a także wywalczył swoje pierwsze trofeum – Puchar Rumunii. W 2003 roku natomiast po raz pierwszy w karierze został mistrzem Rumunii – w mistrzowskim sezonie rozegrał 28 meczów i strzelił 1 gola. W Rapidzie Șoavă występował jeszcze w rundzie jesiennej sezonu 2003/2004.
W zimie 2004 Șoavă przeszedł na zasadzie wolnego transferu do Spartaka Moskwa. Tam spotkał dwóch swoich rodaków, Adriana Iencsi oraz Gabriela Tamaşa. Șoavă grał w pierwszej jedeanstce klubu, ale Spartak rozczarował swoich kibiców zajmując 8. miejsce w Premier Lidze. W 2005 roku został jednak wicemistrzem kraju, ale w połowie sezonu rumuński pomocnik trafił na wypożyczenie do Krylii Sowietow Samara, której najpierw pomógł w utrzymaniu w lidze, a następnie zajął 10. pozycję. Na początku 2007 roku powrócił do Spartaka. W 2008 roku grał w innym rosyjskim klubie, FK Chimki.
Na początku 2009 roku Șoavă wrócił do Rumunii, do Universitatei Craiova i grał w niej do końca roku. W 2010 roku został piłkarzem ukraińskiego Arsenału Kijów. Po zakończeniu sezonu 2011/12 opuścił kijowski klub.
| Sezon   | Klub                   | Kraj    | Rozgrywki     | Mecze | Bramki |
| ------- | ---------------------- | ------- | ------------- | ----- | ------ |
| 1996/97 | Electroputere Craiova  | Rumunia | Divizia B     | 31    | 3      |
| 1997/98 | Electroputere Craiova  | Rumunia | Divizia B     | 27    | 1      |
| 1998/99 | Extensiv Craiova       | Rumunia | Divizia B     | 29    | 7      |
| 1999/00 | Extensiv Craiova       | Rumunia | Divizia A     | 17    | 3      |
| 1999/00 | Universitatea Craiova  | Rumunia | Divizia A     | 11    | 0      |
| 2000/01 | Universitatea Craiova  | Rumunia | Divizia A     | 25    | 0      |
| 2001/02 | Rapid Bukareszt        | Rumunia | Divizia A     | 25    | 1      |
| 2002/03 | Rapid Bukareszt        | Rumunia | Divizia A     | 28    | 1      |
| 2003/04 | Rapid Bukareszt        | Rumunia | Divizia A     | 10    | 0      |
| 2004    | Spartak Moskwa         | Rosja   | Priemjer-Liga | 27    | 1      |
| 2005    | Spartak Moskwa         | Rosja   | Priemjer-Liga | 7     | 0      |
| 2005    | Krylia Sowietow Samara | Rosja   | Priemjer-Liga | 6     | 0      |
| 2006    | Krylia Sowietow Samara | Rosja   | Priemjer-Liga | 20    | 2      |
| 2007    | Spartak Moskwa         | Rosja   | Priemjer-Liga | 18    | 0      |
| 2008    | FK Chimki              | Rosja   | Priemjer-Liga | 14    | 1      |
| 2008/09 | Universitatea Craiova  | Rumunia | Liga I        | 13    | 0      |
| 2009/10 | Universitatea Craiova  | Rumunia | Liga I        | 16    | 0      |
| 2009/10 | Arsenał Kijów          | Ukraina | Premier-liha  | 13    | 2      |
| 2010/11 | Arsenał Kijów          | Ukraina | Premier-liha  |       |        |

## Kariera reprezentacyjna
W reprezentacji Rumunii Șoavă zadebiutował 5 grudnia 2000 roku w przegranym 2:3 towarzyskim spotkaniu z Algierią. Występował w eliminacjach do MŚ 2002, Euro 2004 i MŚ 2006. Dotąd w kadrze rozegrał 26 meczów i strzelił 2 gole.